# Basílica do Senhor de Monserrate

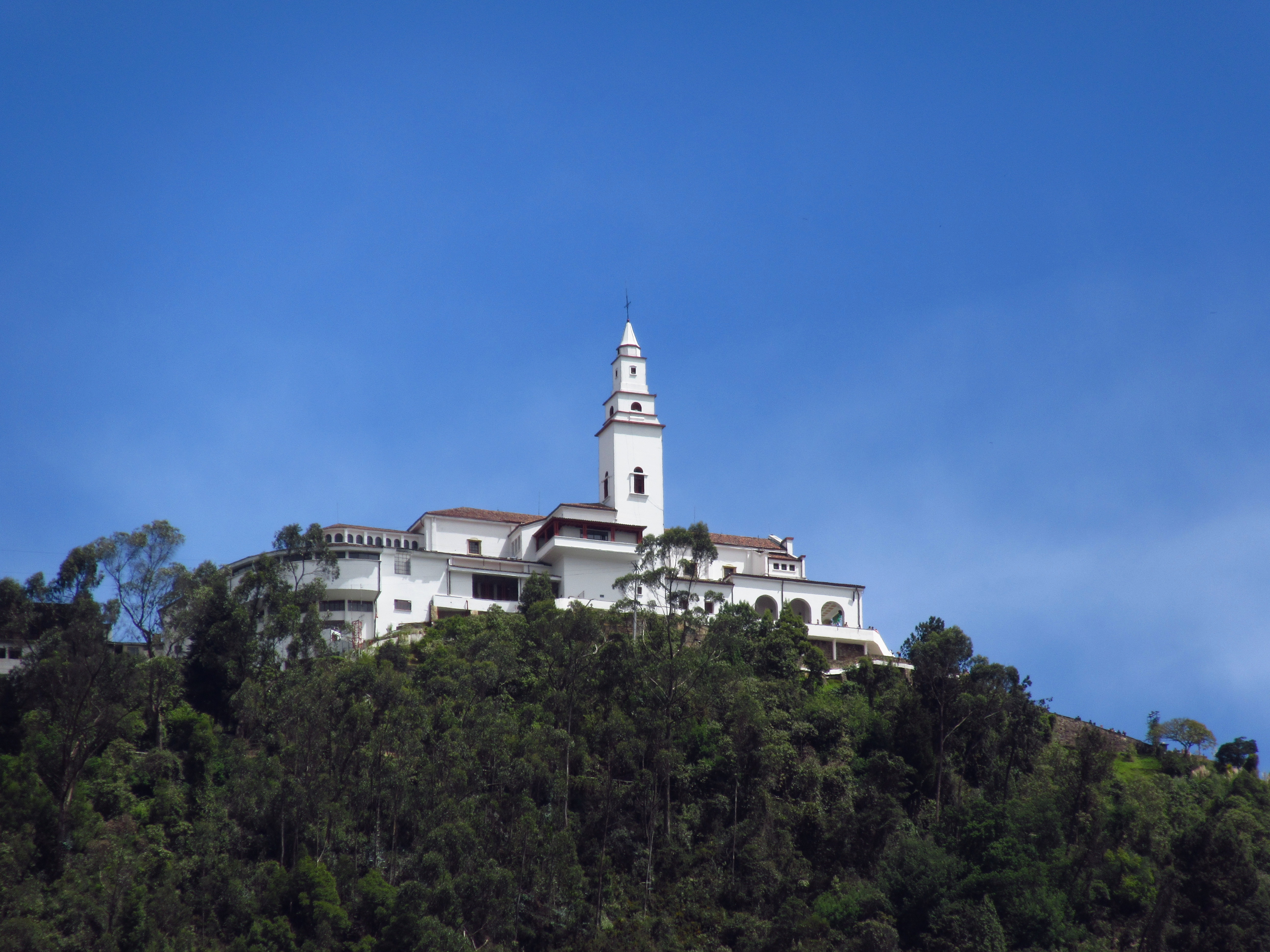
Basílica do Senhor de Monserrate ao oriente de Bogotá

A Basílica Santuário do Senhor Caído de Monserrate é uma basílica menor de culto católico que se encontra na cume do cerro de Monserrate, ao oriente de Bogotá (capital de Colômbia), a qual está consagrada baixo a advocación do Senhor Caído de Monserrate. A basílica, inaugurada em 1920, é um santuário de peregrinação que faz parte da Arquidiocese de Bogotá.

## História
A construção da primeira ermida foi autorizada por Juan de Borja e Armendia em 1640 ao bachiller, dom Pedro Solís, quem finalizou-a em 1657, inicialmente baixo a advocação da Virgen Morena de Monserrat e muito cedo foi substituída pela imagem do "Santo Cristo Caído a açoite-los e fincado na cruz", obra do maestro Pedro de Lugo Albarracín talhada em madeira e com algumas peças de chumbo e prata. Dita construção tinha uma capela e um convento anexo onde habitaram os monges recoletos de San Agustín até 1685, quando foram substituídos pelo Gabinete de Madri, por padres Candelarios.
O crescente número de feligreses e os danos ocorridos na construção original por causa do terremoto de 1917, obrigaram a construir uma nova igreja na cimeira do cerro, a qual foi desenhada pelo arquitecto Arturo Jaramillo Concha com um estilo arquitectónico Neogótico. A nova igreja construiu-se graças à ajuda dos peregrinos, quem subiam ao cerro a visitar o Senhor Caído de Monserrate carregando pelo menos um tijolo e foi terminada em 1925. Inaugurou-se em 1920.
Para a celebração do quarto centenário da cidade em 1938, a igreja começou a ser alumiada indirectamente durante a noite. Em 1952 construiu-se o altar elaborado em Florencia, Itália, e o 12 de maio de 1955 a igreja consagrou-se à Paixão de Nosso Senhor em cerimônia especial presidida por monsenhor Emilio de Brigard.
O santuário acolhe, desde de 1640, uma réplica da Virgen de Montserrat, igual que a do Monasterio de Montserrat,  flanqueada pela bandeira colombiana e a bandeira de Cataluña. A figura original desapareceu em 1950 e em 1996 foi reposta por uma doação do Monasterio de Montserrat.

## Vias de acesso
Existem três formas de acesso à basílica; a primeira é a ascensão ao cerro de Monserrate a pé, através de um caminho pedonal de 2,5 quilómetros que conta com dois miradouros. O caminho pedonal foi reaberto o 17 de novembro de 2011 após três anos de obras de melhoria.
Outra alternativa é o funicular, construído entre 1926 e 1929 pela companhia suíça Lowis von Roll e inaugurado oficialmente o 18 de agosto de 1929. Tem uma longitude linear de 800 metros e uma pendente média de 80° atingindo uma velocidade de 3.2 metros por segundo e sua capacidade máxima é de 80 pessoas.
Finalmente, a terceira alternativa é o teleférico, o qual foi inaugurado o 27 de setembro de 1955, o qual utiliza um sistema bicable e duas cabines com capacidade máxima de 40 pessoas.

## Galeria

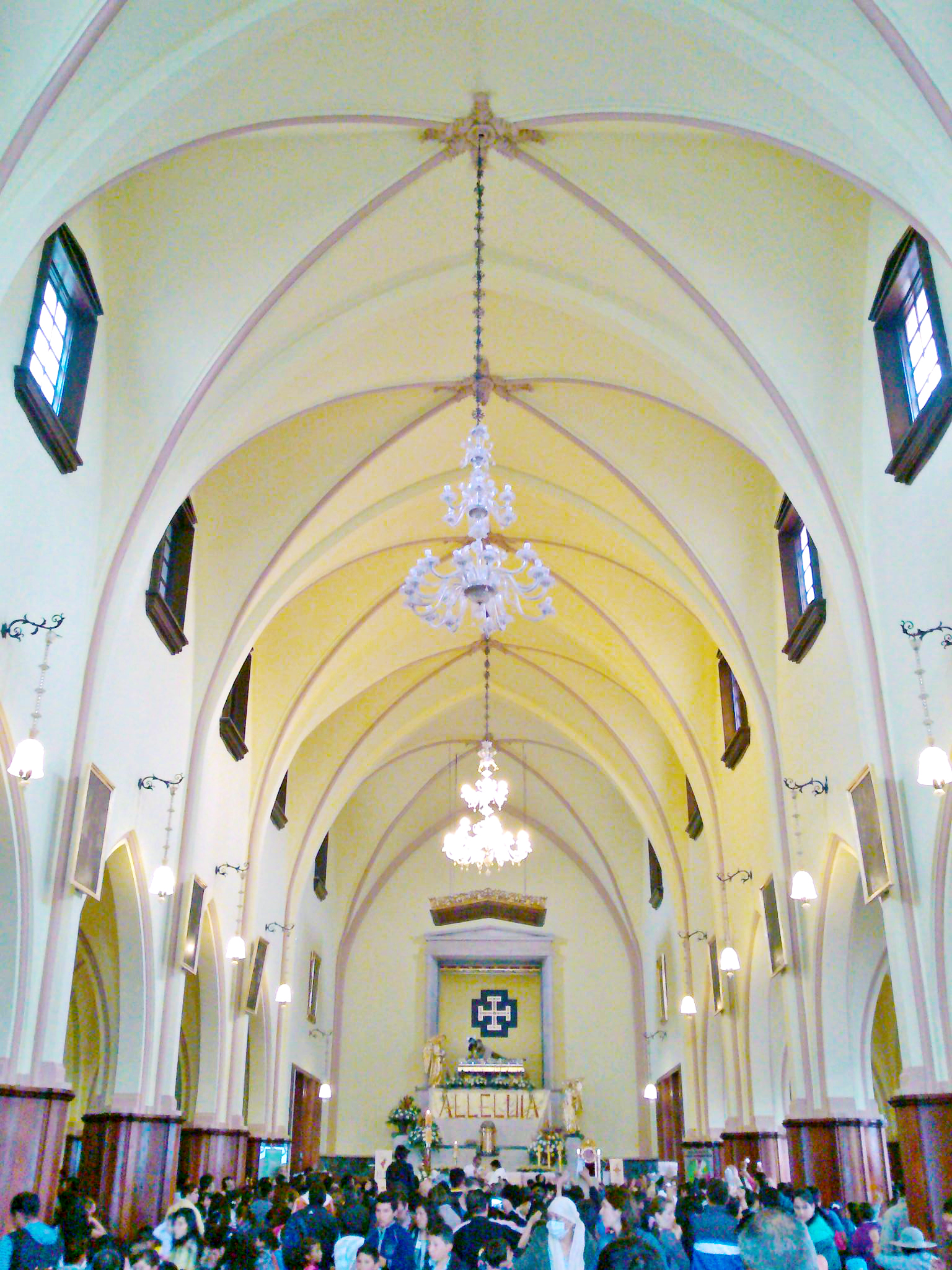
Interior da Basílica.
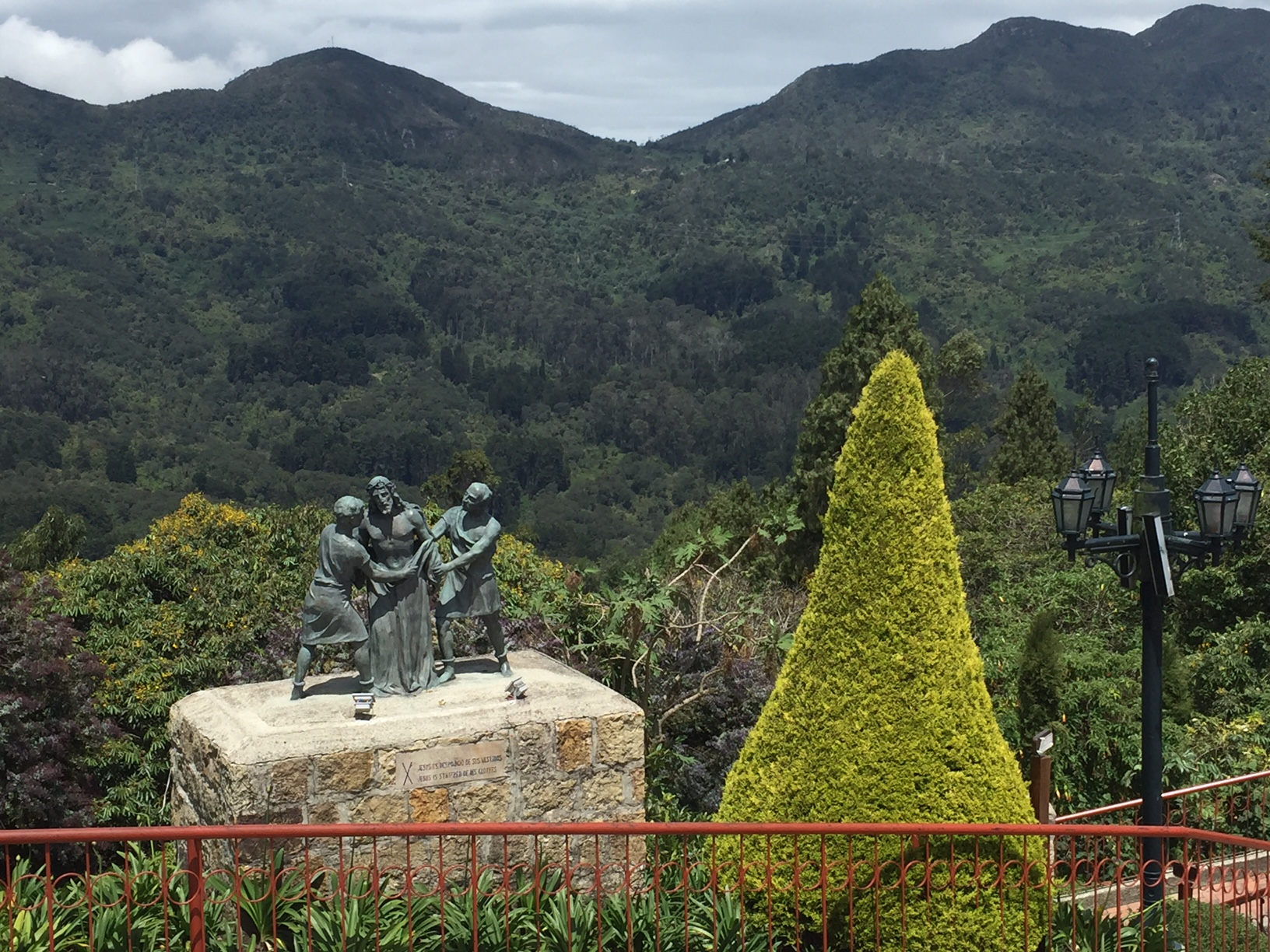
Estação X do Viacrucis de Monserrate.
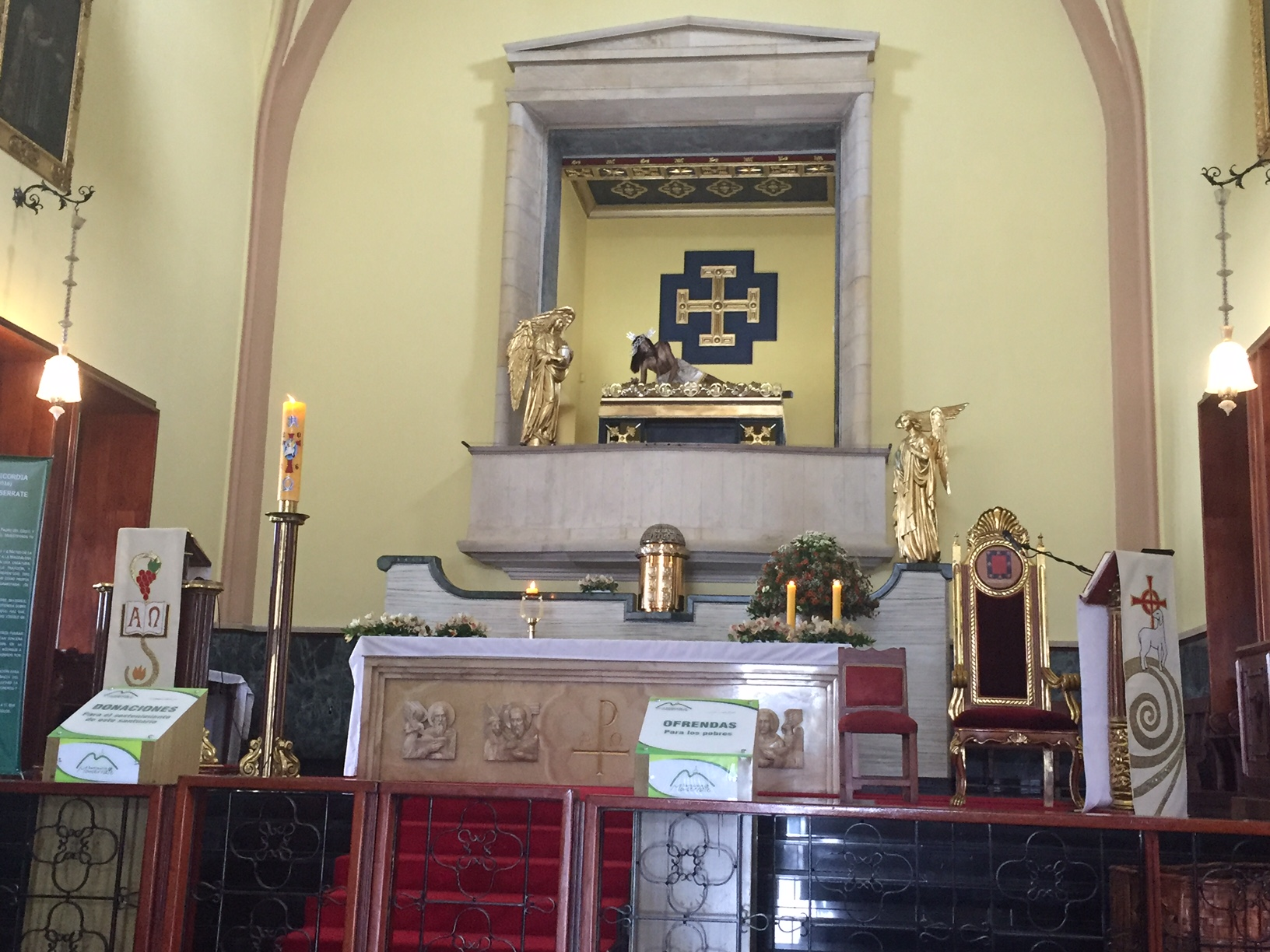
Altar e Senhor Caído de Monserrate.
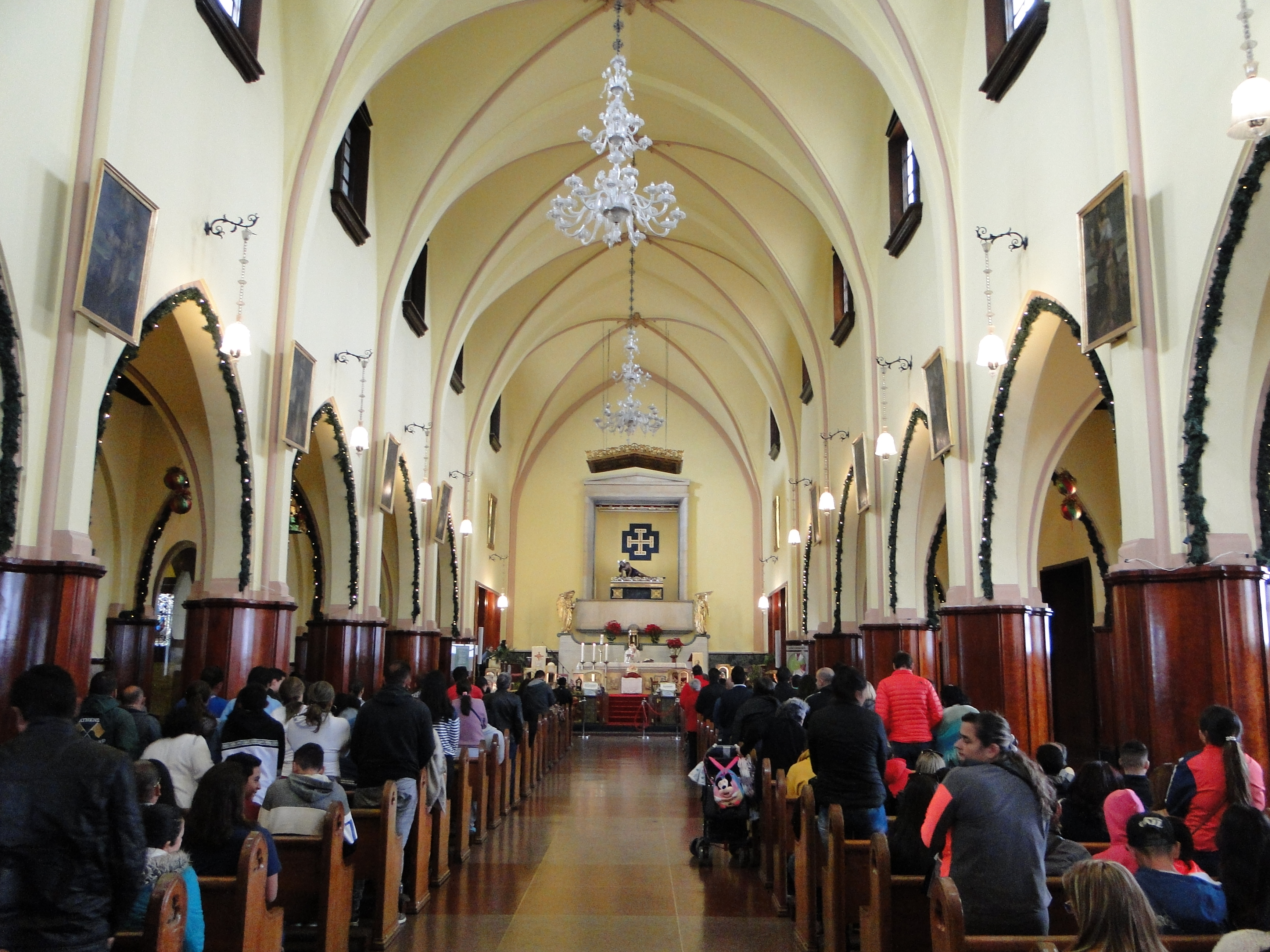
O serviço na Basílica.